# Museo nacional del Automóvil (Andorra)
El museo nacional del Automóvil  (en catalán: Museu Nacional de l'Automòbil) es un museo del Principado de Andorra dedicado al automovilismo. Se encuentra en la avenida Copríncipe Episcopal de Encamp.

## Colección
En el museo están expuestas, desde máquinas de vapor como la Pinette de 1885, hasta modelos de la década de 1970, y más de un centenar de bicicletas. La colección es considerada una de las más importantes del sur de Europa, está formada por ochenta vehículos, sesenta motocicletas y un centenar de bicicletas. Durante el 2011 se hizo un estudio para trasladar el museo al Hotel Rosaleda de Andorra, que determinó que eran necesarias hacer varias obras de adaptación, ya que el espacio no estaba preparado (ni por altura ni por resistencia) para establecer el museo. Sin embargo, no se descarta un futuro traslado. 

## Imágenes

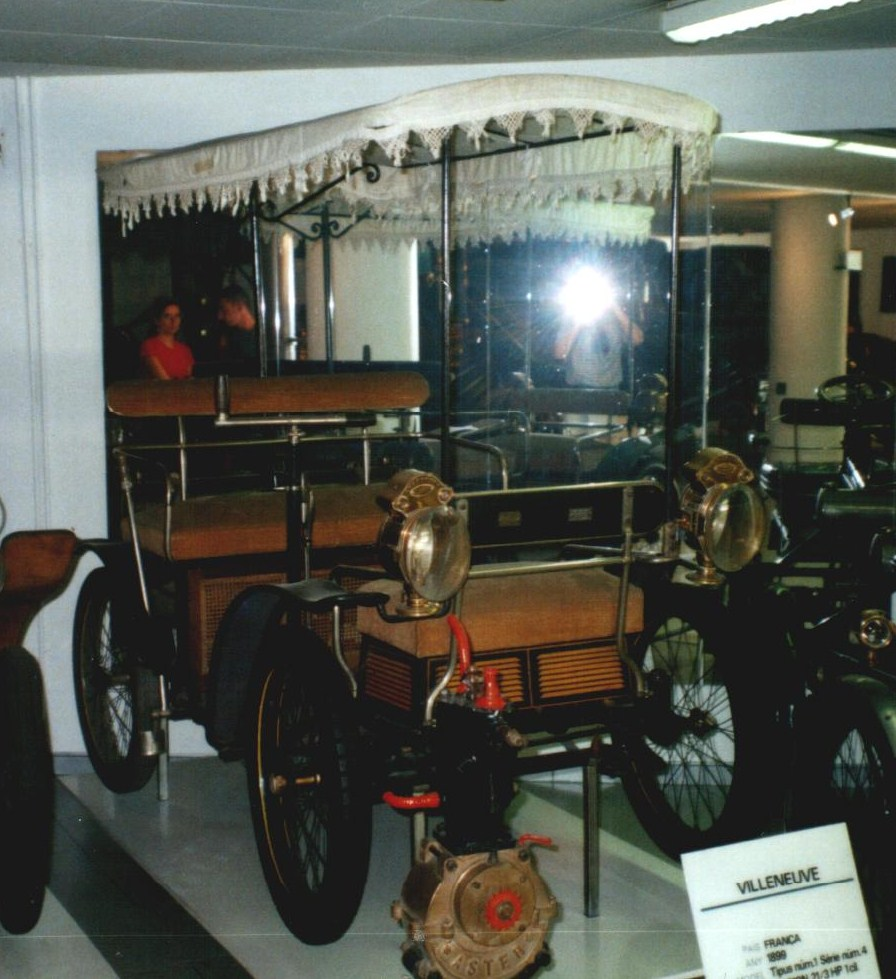
Villeneuve, 1899.
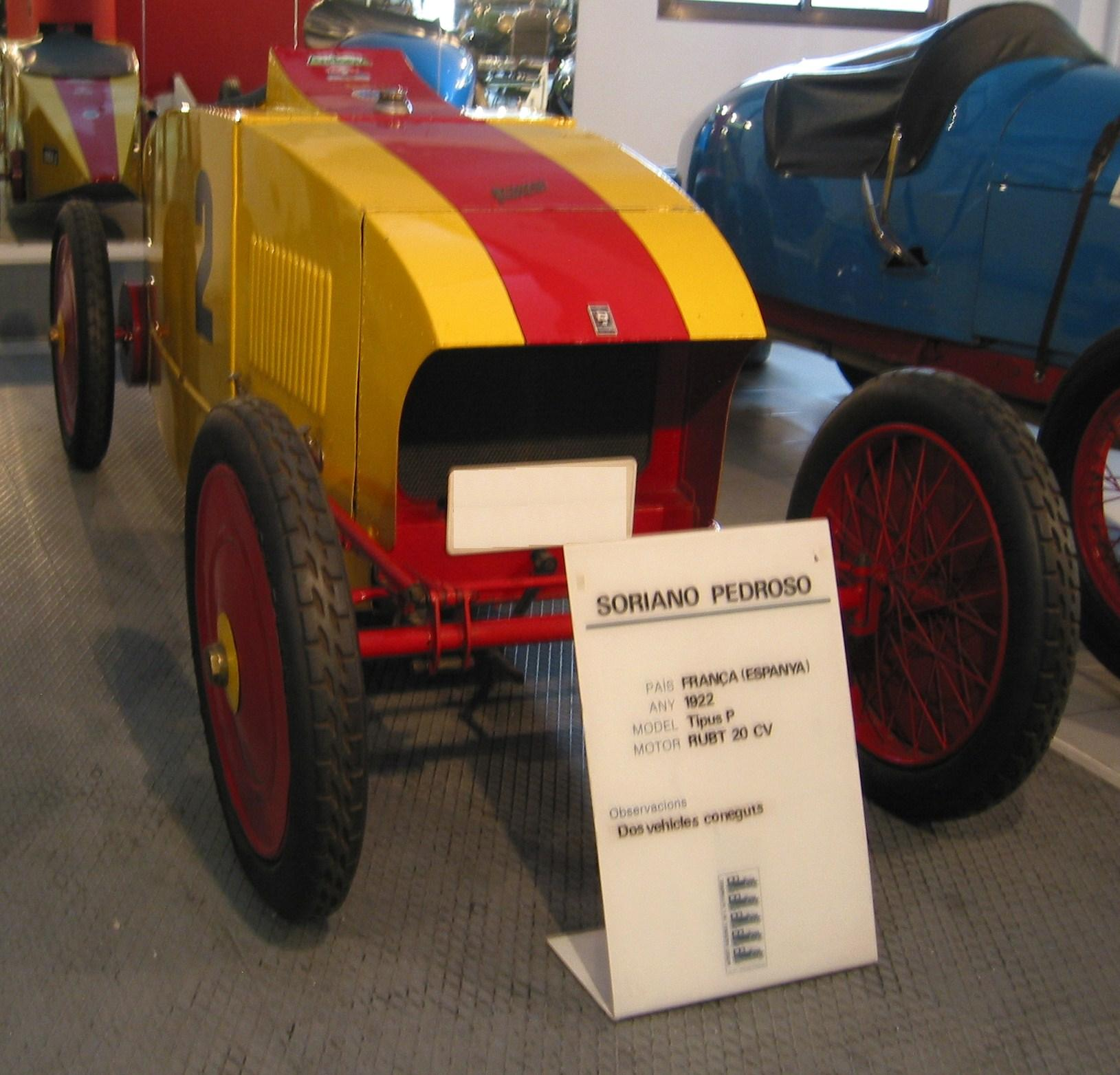
Soriano Pedroso, 1922.